# Sergio Marinangeli
Sergio Marinangeli (né le 2 juillet 1980 à Gualdo Tadino, dans la province de Pérouse en Ombrie) est un coureur cycliste italien.

## Biographie
Sergio Marinangeli commence sa carrière professionnelle en 2003 dans l'équipe Domina Vacanze. L'année suivante, il participe au Tour de France aux côtés de Mario Cipollini. Celui-ci abandonne rapidement. Marinangeli peut alors tenter sa chance au sprint et termine sixième et neuvième d'étapes.
Il remporte sa première victoire au Tour d'Autriche en 2005 avec la formation Naturino-Sapore di Mare. En mars 2005 et en avril 2007, il est interdit de courir pendant 15 jours en raison d'un niveau d'hématocrite trop élevé.
En 2008, il rejoint la formation LPR Brakes.

## Palmarès

### Palmarès amateur
- 2002
  - 2e étape du Tour des Marches
  - Coppa Ciuffenna
  - 2e de la Targa Crocifisso

### Palmarès professionnel
- 2004
  - 2e de la Route Adélie
  - 2e du championnat d'Italie sur route
  - 2e du Tour du Stausee
- 2005
  - 1re étape du Tour d'Autriche
- 2006
  - Grand Prix Bruno Beghelli
  - 3e du Tour de Vénétie

## Résultats sur les grands tours

### Tour de France
1 participation
- 2004 : non-partant (13e étape)

## Classements mondiaux
| Année         | 2006 |
| ------------- | ---- |
| UCI Asia Tour | 134e |